# پرس پا

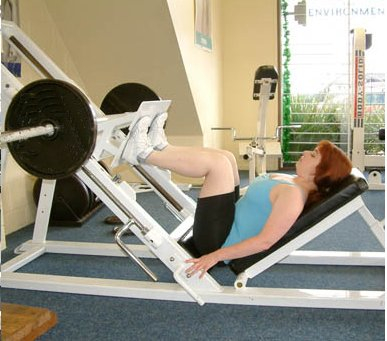
نمایی از تمرین پرس پا

پرس پا یا لگ پرس (به انگلیسی: Leg press) یکی از تمرینات با وزنه است که در آن شخص به حالت خوابیده دراز کشیده و با کف پاهای خود وزنه‌ای را از خود دور کرده و با خم کردن زانوهایش به سمت خود می‌آورد. کلمه پرس پا به دستگاهی که این حرکت بر روی آن انجام می‌شود هم اشاره دارد. ماهیچه چهارسر ران ماهیچه اصلی درگیر در این حرکت است و ماهیچه همسترینگ و ماهیچه سرینی مهمترین ماهیچه‌های کمکی هستند.

## پرس پا جفت

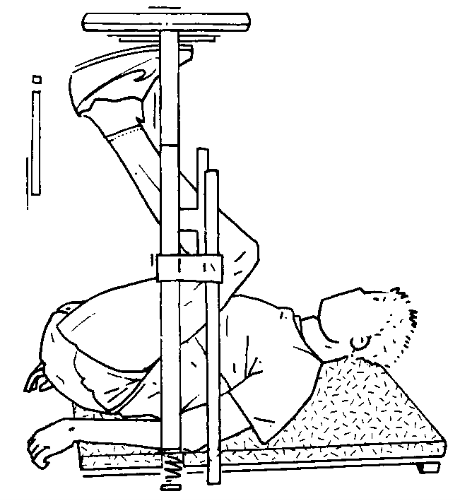
ورتیکال لگ پرس

- بر روی دستگاه وزنه ای متناسب با توان خود قرار می‌دهیم.
- در دستگاه مستقر شده و سپس با پاهای‌مان وزنه را بلند می‌کنیم و حرکت را شروع می‌کنیم.
- با رعایت این که کمر مان راست است به آرامی اجازه می‌دهیم تا پاهایمان پایین بیایند، روند پایین آمدن را تا جایی که زانوها بدون بازشدن پاها به طرفین توان پائین آمدن دارند، ادامه می‌دهیم.
- سپس حرکت به سمت بالا را تا زمانی که پاهای مان کاملاً راست نشده‌اند ادامه می‌دهیم.
- در انجام این حرکت هنگامی که وزنه پایین می‌آید اجازه نمی‌دهیم که باسن از سطح شیبدار زیر کمر مان جدا شود.
- علاوه بر اینکه پاها در این حرکت به صورت موازی و نزدیک هم قرار دارند؛ برای اینکه بتوان ماهیچه‌های ساق را از دور تمرین خارج نمود می‌توان سر پنجه‌های پا را کمی بیرون از لبه دستگاه قرار داد.
- تعداد دفعات انجام حرکت را تا زمانی که ست به پایان نرسیده ادامه می‌دهیم.
- نحوه تنفس: بازدم در هنگام بالا بردن و دم در هنگام پایین آوردن.
- اثر حرکت:

1. تمامی قسمتهای ماهیچه چهارسر ران
2. ماهیچه کشندهٔ پهن نیام (فاسیای ران)
3. ماهیچه خیاطه
4. ماهیچه شانه ای
5. ماهیچه‌های ساق پا